# Messatoporus tricolor
Messatoporus tricolor är en stekelart som först beskrevs av Szepligeti 1916.  Messatoporus tricolor ingår i släktet Messatoporus och familjen brokparasitsteklar. Inga underarter finns listade i Catalogue of Life.